# Can Sitjar (Vilapicina)
Can Sitjar era una masia situada a la plaça del Virrei Amat, 14-16, a l'actual barri de Vilapicina i la Torre Llobeta de Barcelona.

## Història i descripció
L'indret era conegut des del 1777 pel nom dels masovers, procedents de Can Sitjar Xic. A partir del 1786, els seus propietaris, els marquesos de Castellbell, així com uns altres personatges de la vida social, política, militar i religiosa de Catalunya, decidiren de passar-hi una temporada de descans. Aquest fou l'origen de l'anomenat Col·legi de la Bona Vida (1796), una combinació singular de la vida social, casa d'esbargiment i tertúlia i cenacle cultural il·lustrat.
A la sala gran es van celebrar festes i esdeveniments, com el casament de la Tuies, neboda de la masovera Gertudris Sitjar, a qui el baró de Maldà li donà el sobrenom de Tuies Sitjana, «donda de garbo i desempeny per a qualsevol cosa». El 1798, s'hi casaren el «marqueset» Manuel Gaietà d'Amat i de Peguera amb Escolàstica d'Amat i d'Amat, i Rafael d'Amat i Amat, fill gran del baró de Maldà, amb la seva cosina Josepa «Pepona» de Vega i d'Amat, filla de Josep de Vega i de Sentmenat i de Gertrudis d'Amat i de Cortada, germana del baró.
El 1877 es va urbanitzar el camí veïnal de Santa Eulàlia de Vilapicina, actual passeig de Fabra i Puig. El 1885 començà la construcció de la nova església parroquial de Santa Eulàlia que no s'acabarà fins uns 20 anys després. El 1916 s'obrí el carrer de Pi i Molist que condueix a l'Institut Mental de la Santa Creu, i a continuació s'iniciaren les obres d'ampliació de la plaça del Virrei Amat.
L'abril del 1962, la Caixa de Pensions adquirí Can Sitjar, que fou enderrocada per a la construcció d'un edifici d'habitatges.

## Descripció
Era un gran casalot voltat de jardins i amb bona aigua. La decoració exterior no sembla que tingués gaire importància. A la façana meridional hi havia set balcons, cada un dels quals s'obria a una sala. Els murs eren coberts per l'interior amb al·legories de les arts: la música, l'escultura, la pintura, l'arquitectura, els gravats, la poesia, l'agricultura, etc. Una altra sala presentava al·legories de la religió, la noblesa i la llei. Una altra, la cinquena, de forma octogonal, presentava al·legories de la història, la intel·ligència, la raó d'estat, el mèrit i el govern. El menjador tenia forma oval, amb quatre obertures i amb pintures al·lusives a les quatre estacions, realitzades en els primers mesos del 1797.